# Asplenium tunquiniense
Asplenium tunquiniense là một loài dương xỉ trong họ Aspleniaceae. Loài này được M. Kessler & A.R. Sm. mô tả khoa học đầu tiên năm 2006.